# Скотт, Джанетт
Джанетт Скотт (англ. Janette Scott, род. 14 декабря 1938) — британская актриса.
Родилась в небольшом городе в Ланкашире в семье актрисы Торы Хёрд и Джимми Скотта. Актёрскую карьеру она начала ещё в детском возрасте и вскоре уже добилась успеха. Наиболее знаменитой стала её роль в фантастическом фильме «День триффидов» (1962), где она сыграла Карен Гудвин.
Джанетт трижды была замужем. Её вторым мужем был американский певец Мэл Торм, от которого она родила двоих детей.

## Избранная фильмография
- 1962 — День триффидов — Карен Гудвин
- 1960 — Школа для негодяев — Эйприл Смит
- 1959 — Ученик дьявола — Джудит Андерсон
- 1956 — Елена Троянская — Кассандра
- 1951 — Волшебный ящик — Этель Фрис-Грин
- 1949 — Конспиратор — внучка тети Джессики
- 1944 — 2000 женщин